# Les Attaques
Les Attaques és un municipi francès situat al departament del Pas de Calais i a la regió dels Alts de França. L'any 2007 tenia 2.039 habitants.

## Demografia

### Població
El 2007 la població de fet de Les Attaques era de 2.039 persones. Hi havia 729 famílies de les quals 167 eren unipersonals (46 homes vivint sols i 121 dones vivint soles), 196 parelles sense fills, 337 parelles amb fills i 29 famílies monoparentals amb fills.
La població ha evolucionat segons el següent gràfic:
Habitants censats

### Habitatges
El 2007 hi havia 794 habitatges, 751 eren l'habitatge principal de la família, 16 eren segones residències i 27 estaven desocupats. 738 eren cases i 22 eren apartaments. Dels 751 habitatges principals, 577 estaven ocupats pels seus propietaris, 153 estaven llogats i ocupats pels llogaters i 21 estaven cedits a títol gratuït; 18 tenien una cambra, 26 en tenien dues, 93 en tenien tres, 182 en tenien quatre i 433 en tenien cinc o més. 561 habitatges disposaven pel capbaix d'una plaça de pàrquing. A 310 habitatges hi havia un automòbil i a 357 n'hi havia dos o més.

### Piràmide de població
La piràmide de població per edats i sexe el 2009 era:
| Homes | Edats   | Dones |
| ----- | ------- | ----- |
| 0     | 95 o +  | 0     |
| 0     | 90 a 94 | 16    |
| 12    | 85 a 89 | 12    |
| 4     | 80 a 84 | 8     |
| 20    | 75 a 79 | 40    |
| 32    | 70 a 74 | 32    |
| 28    | 65 a 69 | 48    |
| 68    | 60 a 64 | 52    |
| 48    | 55 a 59 | 60    |
| 60    | 50 a 54 | 68    |
| 84    | 45 a 49 | 52    |
| 84    | 40 a 44 | 40    |
| 64    | 35 a 39 | 84    |
| 48    | 30 a 34 | 52    |
| 88    | 25 a 29 | 52    |
| 48    | 20 a 24 | 64    |
| 72    | 15 a 19 | 52    |
| 80    | 10 a 14 | 48    |
| 68    | 5 a 9   | 40    |
| 36    | 0 a 4   | 60    |

## Economia
El 2007 la població en edat de treballar era de 1.321 persones, 934 eren actives i 387 eren inactives. De les 934 persones actives 826 estaven ocupades (487 homes i 339 dones) i 107 estaven aturades (44 homes i 63 dones). De les 387 persones inactives 98 estaven jubilades, 140 estaven estudiant i 149 estaven classificades com a «altres inactius».

### Ingressos
El 2009 a Les Attaques hi havia 729 unitats fiscals que integraven 1.948 persones, la mediana anual d'ingressos fiscals per persona era de 16.836 €.

### Activitats econòmiques
Dels 98 establiments que hi havia el 2007, 2 eren d'empreses extractives, 5 d'empreses alimentàries, 2 d'empreses de fabricació de material elèctric, 8 d'empreses de fabricació d'altres productes industrials, 13 d'empreses de construcció, 27 d'empreses de comerç i reparació d'automòbils, 9 d'empreses de transport, 5 d'empreses d'hostatgeria i restauració, 5 d'empreses financeres, 1 d'una empresa immobiliària, 9 d'empreses de serveis, 7 d'entitats de l'administració pública i 5 d'empreses classificades com a «altres activitats de serveis».
Dels 24 establiments de servei als particulars que hi havia el 2009, 1 era una oficina de correu, 1 funerària, 5 tallers de reparació d'automòbils i de material agrícola, 2 paletes, 4 fusteries, 2 lampisteries, 3 electricistes, 1 perruqueria, 4 restaurants i 1 saló de bellesa.
Dels 8 establiments comercials que hi havia el 2009, 1 era un hipermercat, 3 fleques, 2 carnisseries, 1 una botiga de material de revestiment de parets i terra i 1 una joieria.
L'any 2000 a Les Attaques hi havia 41 explotacions agrícoles que ocupaven un total de 1.540 hectàrees.

## Equipaments sanitaris i escolars
L'únic equipament sanitari que hi havia el 2009 era una farmàcia.
El 2009 hi havia una escola elemental.

## Poblacions més properes
El següent diagrama mostra les poblacions més properes.